# Franklin (Missouri)
Pour les articles homonymes, voir Franklin.
Franklin est une localité du comté de Howard dans le Missouri aux États-Unis, dont la population était de 112 habitants lors du recensement de 2000.